# Ganksta N-I-P
Rowdy Williams (Houston, 16 de setembro de 1969), cujo nome artístico é Ganksta N-I-P, é um rapper estadunidense.

## Discografia
- 1992: The South Park Psycho
- 1993: Psychic Thoughts
- 1996: Psychotic Genius
- 1998: Interview with a Killa
- 1999: Psycho Thug
- 2003: The Return of the Psychopath
- 2008: Still Psycho
- 2010: Psych' Swag: Da Horror Movie
- 2012: Still Gettin It In